# Gare de Tchortkiv
La gare de Tchortkiv, (ukrainien : станція Чортків) est une gare ferroviaire ukrainienne située dans l'oblast de Ternopil.

## Histoire
Elle fut construite en 1896 sur la ligne chemin de fer Houssyatyn - Stanislav créée à partir 1884.

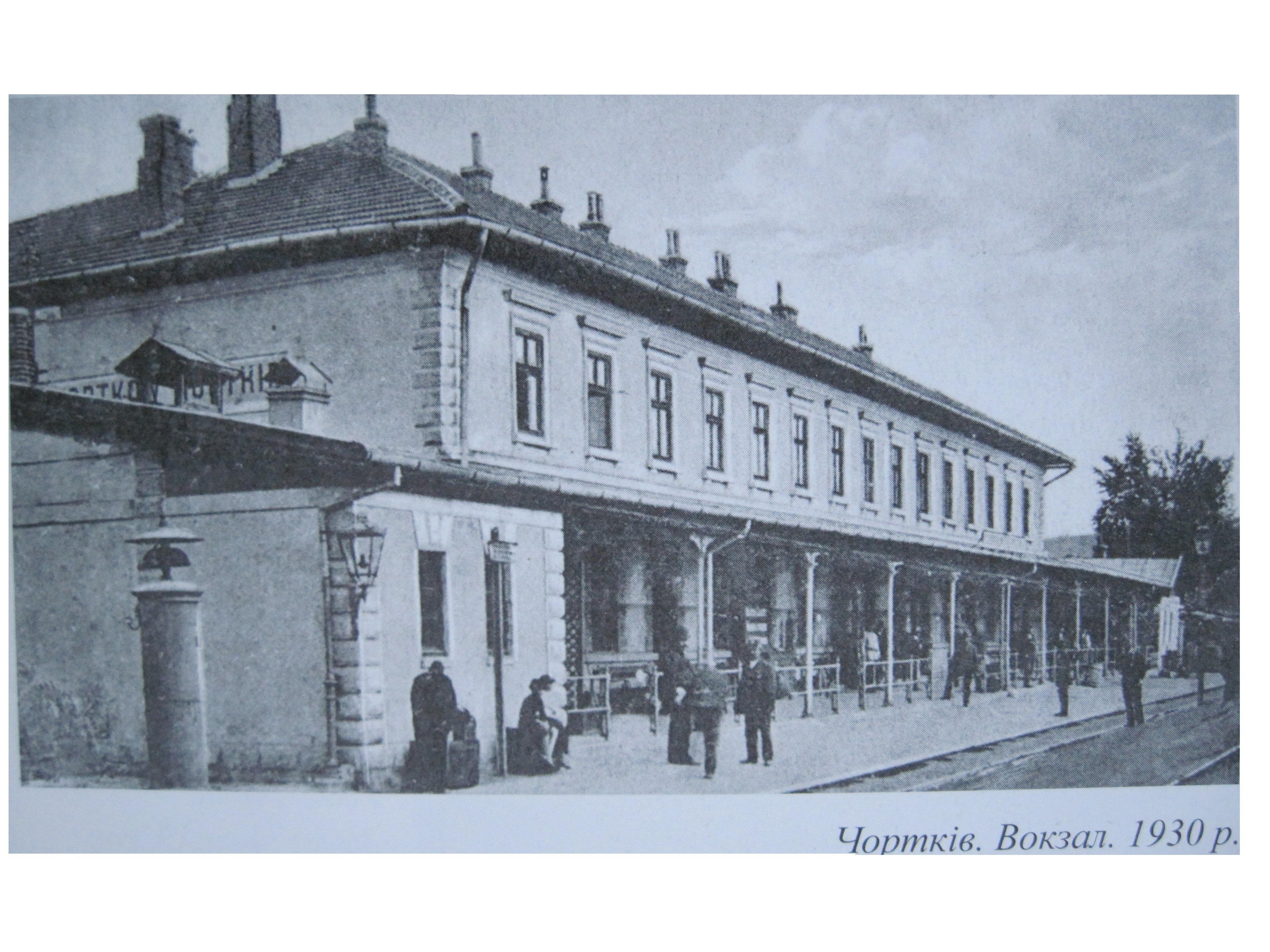
En 1930.

### Intermodalité

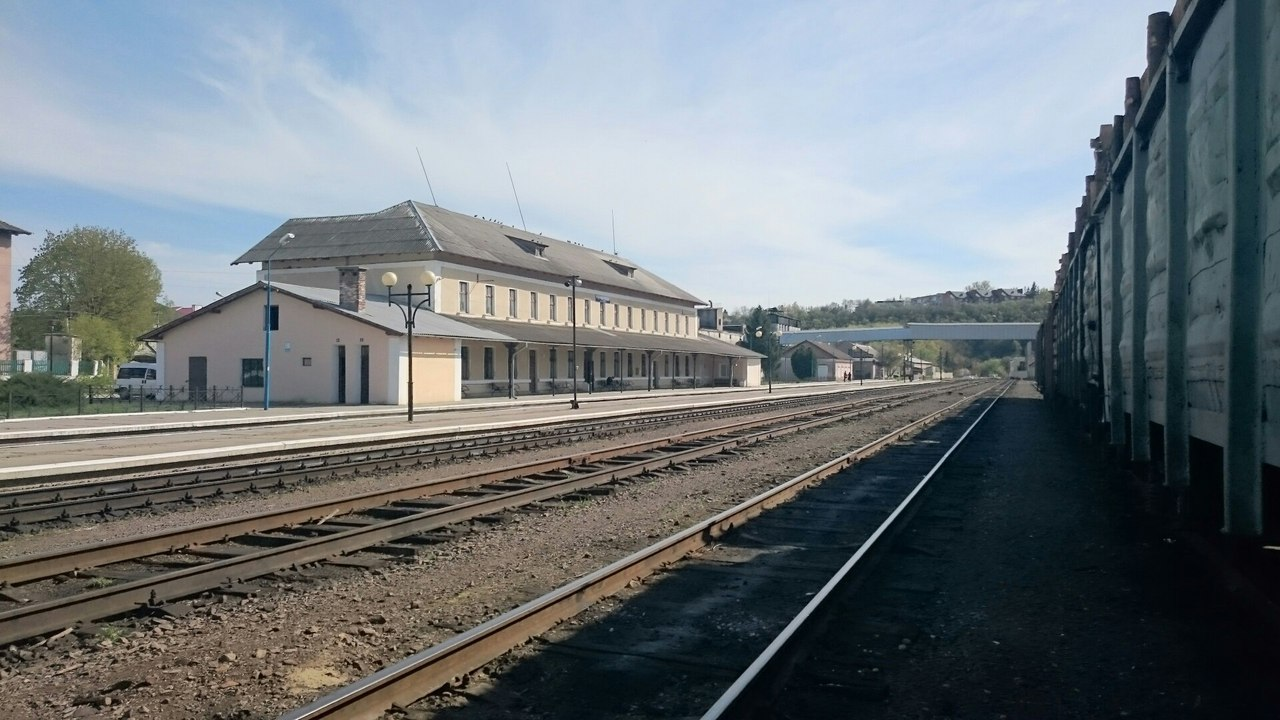
façade et voies.